# Rakel Helmsdal

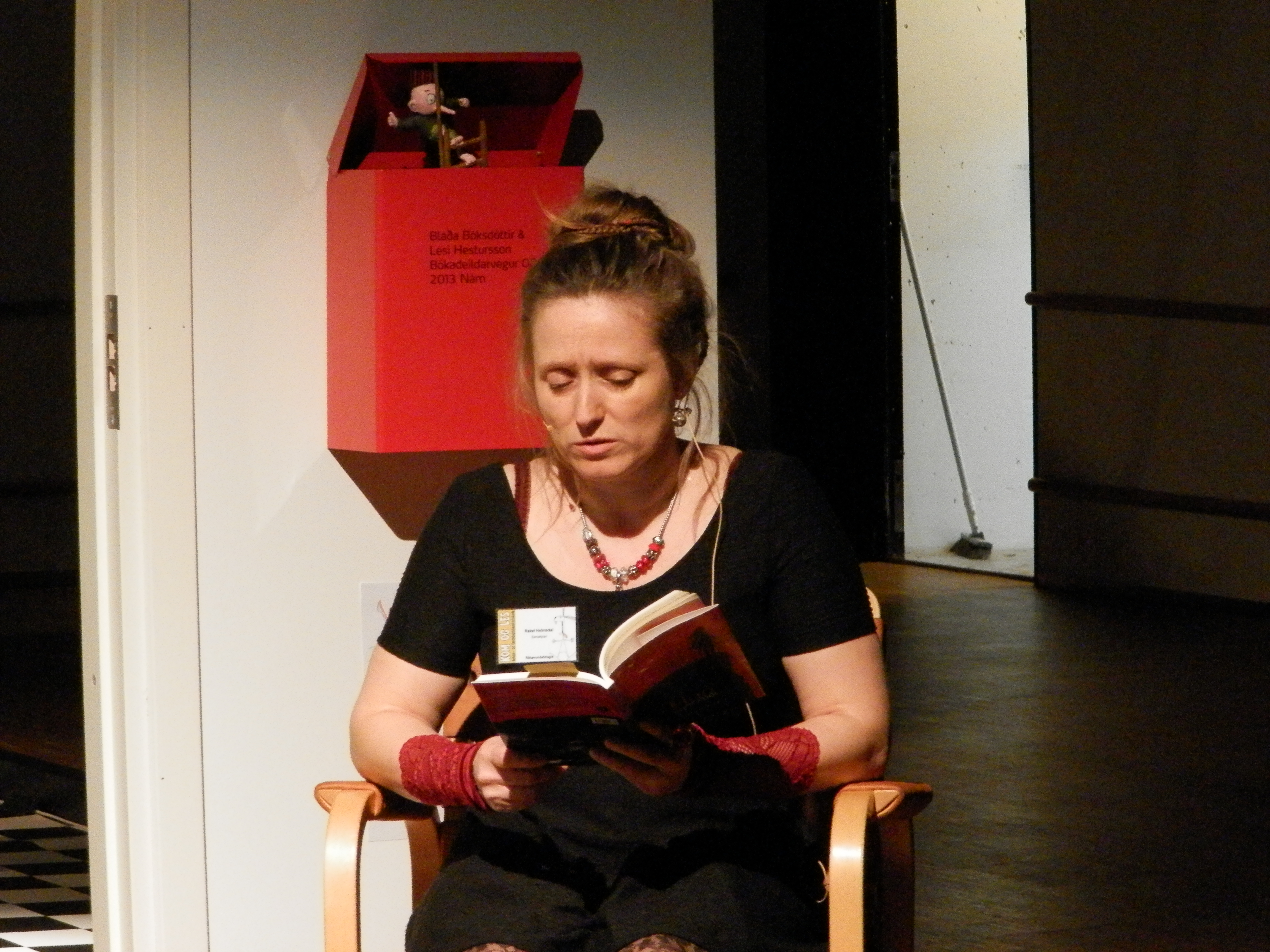
Rakel Helmsdal, 2014.

Rakel Ingun Helmsdal Nielsen, född i 1966 i Tårnby, Danmark är en färöisk författare. Hon är dotter till Guðrið Helmsdal, som också är författare.

### Barnlitteratur
- 1995 – Tey kalla meg bara Hugo
- 1996 – Søgur úr Port Janua
- 1997 – Hvørjum flenna likkurnar at, Hugo?
- 1998 – Drekar og annað valafólk, illustreras av Edward Fuglø
- 2003 – Kom yvirum, Hugo!
- 2004 – Nei! segði lítla skrímsl, skriven med Áslaug Jónsdóttir från Island och Kalle Güettler från Sverige
- 2006 – Stór skrímsl gráta ikki, skriven med Áslaug Jónsdóttir från Island och Kalle Güettler från Sverige
- 2007 – Gott hugflog Hugo
- 2007 – Myrkaskrímsl, skriven med Áslaug Jónsdóttir från Island och Kalle Güettler från Sverige
- 2008 – Skrímslasótt, skriven med Áslaug Jónsdóttir från Island och Kalle Güettler från Sverige
- 2008 – Várferðin til Brúnna, Fra Mosakullan 1, illustreras av Edward Fuglø
- 2009 – Veturin hjá Undu. Fra Mosakullan 2, illustreras av Edward Fuglø
- 2010 – Skrímslavitjan, skriven med Áslaug Jónsdóttir från Island och Kalle Güettler från Sverige
- 2011 – Skrímslahæddir, skriven med Áslaug Jónsdóttir från Island och Kalle Güettler från Sverige
- 2011 – Veiða vind, musikaliskt verk, bok och CD. Rakel Helmsdal skrev texten, Kári Bech har komponerat musiken, illustreras av Janus á Húsagarði.[1]
- 2011 – Revurin við silkiturriklæðinum
- 2013 - Klandursskrímsl, skriven med Áslaug Jónsdóttir från Island och Kalle Güettler från Sverige
- 2014 - Hon, sum róði eftir ælaboganum, ISBN 978-99972-0-063-1[2]

### Noveller
- 1986 - Skerdu veingir tínar, novelle, Ikaros (Publicerades i Brá)
- 1988 – Firvaldaseljarin novelle, (Publicerades i Brá)
- 1989 – Dýpið novelle, (Publicerades i Brá, har därefter översatts till norsk i Fysta ferda bort, Samlaget, 1993)
- 1992 – Ferðandi í tíð og rúmd (ferðahugleiðing / Reseskildring (Varðin, 52)) [3]
- 1993 – Køksgluggin (Publicerades i Barnablaðið i november og december 1993, illustreret af Edward Fuglø, også udgivet i Drekar og annað valafólk, Bókadeild Føroya Lærarafelags, 1998)
- 1995 – Glámlýsi og mánalátur (Publicerades i Birting 1995 og i bogen Søgur úr Port Janua (Historier fra Port Janua), Bókadeild Føroya Lærarafelags, 1996)
- 1995 – Argantael (Publicerades i Ein varligur dráttur í tara, MFS, 1995)
- 1995 – Apríl (Publicerades i Søgur úr Port Janua, Bókadeild Føroya Lærarafelags, 1995, also published in Heiðin hind, Skúlabókagrunnurin, 1999)
- 1996 – Skerdu vit veingir tínar, Ikaros? (Publicerades i Søgur úr Port Janua / Berättelser från Port Janua)
- 2001 – Angi av ribes (Publicerades i novellsamlingen Mjørki í heilum, Bókadeild Føroya Lærarafelags, 2001)
- 2002 – Huldumjørkin ("Vit lesa. Kom við" (Skúlabókagrunnurin) 2002)
- 2005 – Alioth ("Mín jólabók 2005", Bókadeild Føroya Lærarafelags)
- 2006 – Fimm mans til eina kvartett (Svartideyði og aðrar spøkilsissøgur / Digerdöden och andra spökhistorier (Bókadeild Føroya Lærarafelags) 2006)
- 2007 – Kvirra nátt ("Mín jólabók 2007", Bókadeild Føroya Lærarafelags)
- 2008 – Ov nógv av tí góða – og eitt sindur afturat (Publicerades i "Mín jólabók 2008", Bókadeild Føroya Lærarafelags)
- 2010 – Spitølsk novell, publiceret i Elskar – elskar ikki, vilket är en samling noveller av författare från de nordiska länderna.[4]

### Dikt
- 1984 Gevið børnunum krígsleikur (publicerades i "Miðskiftan" och "CISV tíðindi" år 1985).
- 1992 - Delirium Symphonica (Brá)

### Drama
- 1988 – Nær kemur kavin?
- 1989 – Ævinliga árið
- 1989 – Brúsajøkul
- 1996 – Kvarnareygað Purpurreyða
- 1997 – 5 violettir flugusoppar
- 1998 – Tá mánin setur og sólin rísur
- 1999 – Vitavørðurin
- 2000 – Sildrekin
- 2002 – Gomul skuld[5]

## Priser och utmärkelser
- 1996 - Torshamns byråds barnkulturpris (Barnamentanarheiðursløn Tórshavnar býráðs) för Tey kalla meg bara Hugo.[6]
- 2004 - Dimmalim heiðursløn Ísland för Nei! segði lítla skrímsl[7]
- 2007 - Barnabókaverðlaun Menntaráðs Reykjavíkur för Stór skrímsl gráta ikki[8]
- 2008 - Vann en pris i en novell tävling i at skriva noveller till färöiska ungdomar, organiserades av Eik Bank.[9][10]
- 2009 - Várferðin til Brúnna nominerad till Vestnordisk Råds Barn- och Ungdomslitteraturpris[11].
- 2011 - Skrímslahæddir nominerad till Fjörðuverðlaun i Island.[12]
- 2013 - Veiða vind nominerad till Nordiska Rådets pris för barn- och ungdomslitteratur 2013 tillsammans med Áslaug Jónsdóttir och Kalle Güettler för boken "Monsterbråk"[13]